# Rotten (serie televisiva)
Rotten è una serie documentaristica americana prodotta da Zero Point Zero. L'opera si concentra sui problemi legati alla fornitura del cibo. La serie è divisa in due stagioni, ognuna delle quali è composta da  sei episodi  di un'ora circa, resi disponibili da Netflix.

## Trama
Ogni puntata si occupa di un prodotto alimentare specifico e mostra: interviste a produttori, distributori e altri soggetti coinvolti nella filiera alimentare. Evidenzia inoltre diversi casi penali.

## Episodi

### Prima stagione
| N° | Titolo originale        | Titolo italiano            | Regia                   | Data di rilascio mondiale |
| -- | ----------------------- | -------------------------- | ----------------------- | ------------------------- |
| 1  | Lawyers, Guns and Honey | Avvocati, pistole e miele  | Lucy Kennedy, Bill Kerr | 5 gennaio 2018            |
| 2  | The Peanut Problem      | Il problema degli arachidi | Ted Gesing, Bill Kerr   | 5 gennaio 2018            |
| 3  | Garlic Breath           | Alito all'aglio            | David Mettler           | 5 gennaio 2018            |
| 4  | Big Bird                | L'industria del pollo      | Ted Gesing              | 5 gennaio 2018            |
| 5  | Milk Money              | I soldi per il latte       | Lucy Kennedy            | 5 gennaio 2018            |
| 6  | Cod Is Dead             | Il merluzzo è morto        | David Mettler           | 5 gennaio 2018            |

### Seconda stagione
| N° | Titolo originale | Titolo italiano                      | Regia          | Data di rilascio mondiale |
| -- | ---------------- | ------------------------------------ | -------------- | ------------------------- |
| 1  | The Avocado War  | La guerra degli avocado              | Lucy Kennedy   | 4 ottobre 2019            |
| 2  | Reign of Terroir | Regno del terroir                    | Abigail Harper | 4 ottobre 2019            |
| 3  | Troubled Water   | Acque tormentate                     | TBA            | 4 ottobre 2019            |
| 4  | A Sweet Deal     | Un dolce patto                       | TBA            | 4 ottobre 2019            |
| 5  | Bitter Chocolate | Cioccolato maturo                    | TBA            | 4 ottobre 2019            |
| 6  | High on Edibles  | La popolarità dell'erba commestibile | TBA            | 4 ottobre 2019            |

## Accoglienza

### Critica
Le reazioni alla serie sono state buone, con una valutazione positiva dell'80% su Rotten Tomatoes.